# Franz von Soxhlet

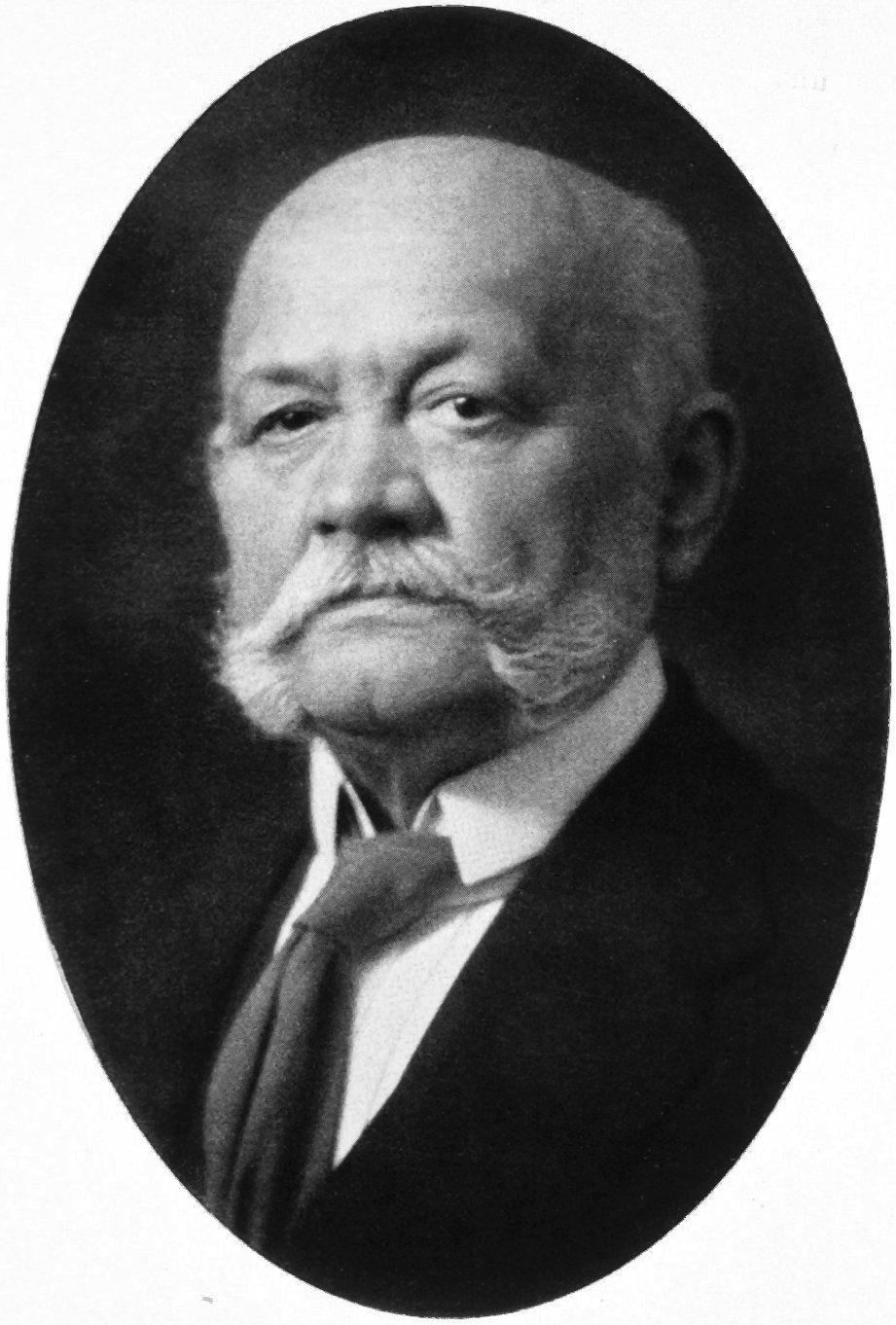
Franz von Soxhlet

Franz von Soxhlet (* 13. Januar 1848 in Brünn, Mähren; † 5. Mai 1926 in München) war ein deutscher Agrikulturchemiker und Hochschullehrer.

## Leben
Die Familie Soxhlet stammt aus Belgien (Lüttich) und war um 1822 nach Mähren gekommen. Sein Vater
Hubert (* 1800) war Schirmfabrikanten. Soxhlet studierte landwirtschaftliche Chemie an der Universität Leipzig und promovierte dort 1872 mit einer Dissertation über die Chemie der Milch. Im Anschluss (1873) war er als wissenschaftlicher Assistent an der Landwirtschaftlich-chemischen Versuchsstation in Wien tätig. Ab 1879 lehrte er als Professor an der Technischen Hochschule München, außerdem war er bis 1913 Leiter der Landwirtschaftlichen Central–Versuchsstation für Bayern. An der Universität Halle wurde er 1894 zum Doktor der Medizin promoviert. Sein Forschungsschwerpunkt war die Sterilisation von Milch, 1886 konstruierte er einen Apparat zur Sterilisation von Milch für die seit den 1880er- und 1890er-Jahren genauer erforschte Ernährung von Säuglingen. Weitere Ergebnisse seiner Arbeit waren der so genannte Soxhlet-Apparat und das Säuregradmaß SH-Wert.

## Werk

Soxhlet-Apparat

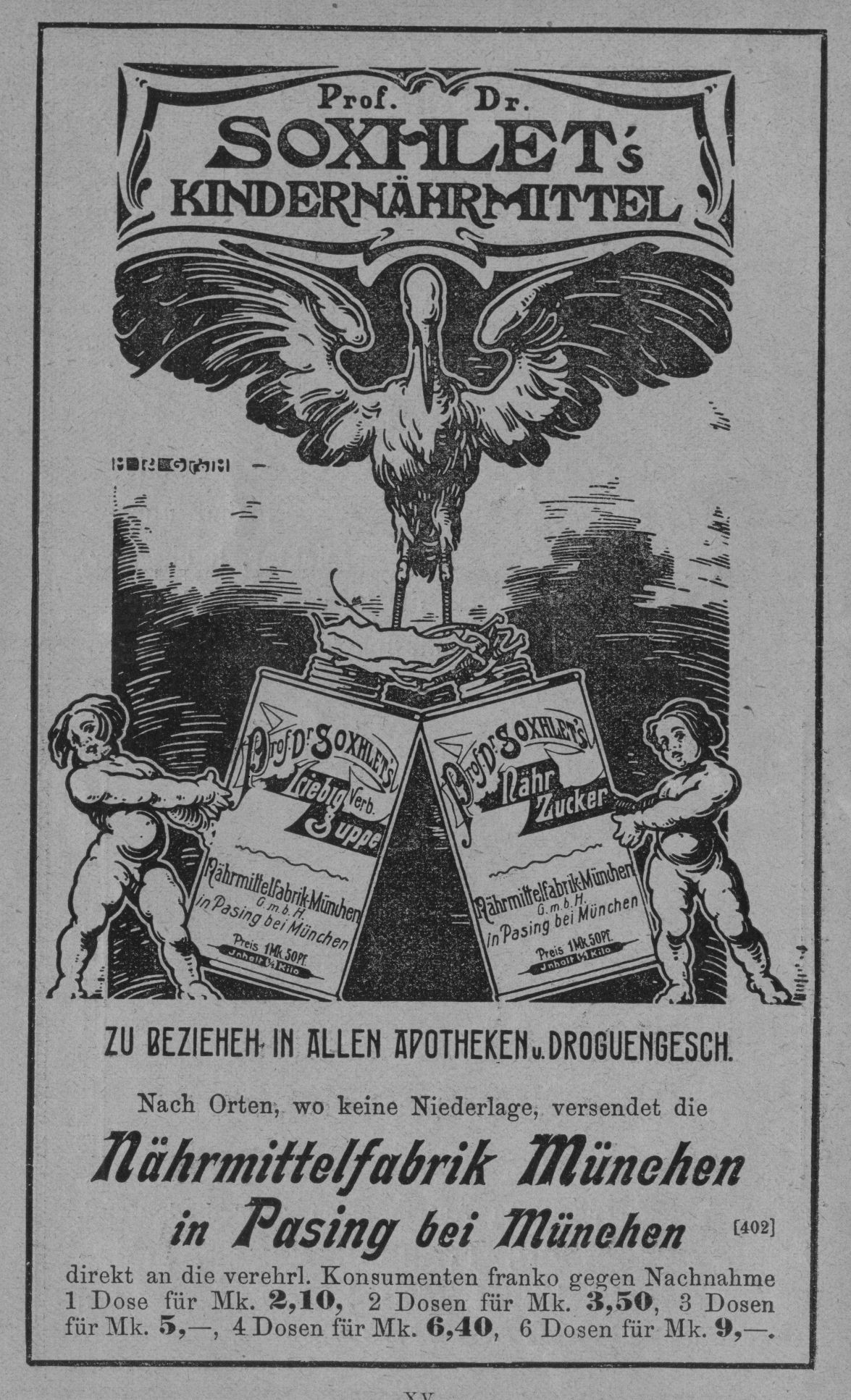
Werbung für Soxhlets Kindernährmittel von 1903

Soxhlet veröffentlichte zunächst 1873 Untersuchungen über die Biochemie der Milch und 1876 über die Entstehung von Butter. Ein wichtiges Werk beschäftigte sich 1879 mit Fetten (Lipiden). Aus dieser Untersuchung heraus entstand später der Soxhlet-Apparat, mit dem der Fettgehalt von getrockneten Lebensmitteln bestimmt werden kann.
1881 entwickelte er ein Gerät, das die direkte Bestimmung des Fettgehalts von Milch ermöglichte. Die chemische Zusammensetzung von Margarine war 1887 von Soxhlets Arbeitsgebiet. Sein Hauptinteresse galt jedoch der Milch, so untersuchte er Milchzucker (1880, 1892) und den Säuregehalt (1897).
Soxhlet ging Anfang der 1890er Jahre davon aus, dass sein Sterilisations-Apparat Milch vollständig keimfrei machen könne, und sorgte damit bei Ärzten und Eltern für Aufsehen. Carl Flügge wies jedoch kurz darauf nach, dass auch bei Soxhlets Methode Organismen in der Milch verbleiben, die sich in kurzer Zeit vermehren und dem Säugling schaden konnten.
Ungeachtet dessen gilt Franz von Soxhlet als Pionier der Pasteurisierung von Milch. Er war der erste Wissenschaftler, der die Milchproteine Casein, Albumin, Globulin und Lactoprotein sowie den Milchzucker Lactose nachwies. Der Unterschied zwischen Kuhmilch und menschlicher Milch war 1893 Gegenstand seiner Untersuchungen. Ab 1900 beschäftigte er sich mit dem Einfluss von Calciumsalzen auf das Auftreten der Stoffwechselstörung Rachitis. In einer seiner letzten Arbeiten befasste sich von Soxhlet 1912 mit dem Zusammenhang zwischen Eisenanteil in Menschen- und Kuhmilch und dem Auftreten von Anämie bei Kindern.
Soxhlet versuchte stets mit Freimut und Schärfe, die finanzielle Unabhängigkeit der landwirtschaftlichen Versuchsstationen zu bewahren. Weiten Kreisen in der Landwirtschaft wurde er bekannt durch sein Vorgehen gegen den Agrikulturchemiker Paul Wagner, den Leiter der Landwirtschaftlichen Versuchsstation in Darmstadt. Diesen beschuldigte er, Analysenergebnisse zugunsten der Düngerphosphat-Fabrikanten gefälscht zu haben. (Zum öffentlich ausgetragenen Streit siehe im Artikel zu Paul Wagner)

## Familie
Soxhlet heiratete Helene Maria Dreßler. Das Paar hatte zwei Kinder:
- Erich, Diplom-Ingenieur in München
- Hélène (1881–1955) ⚭ Walter von Lossow (1872–1943), Oberstleutnant, Sohn des bayrischen Generalmajors Louis von Lossow (1837–1923)

## Auszeichnungen
Die Medizinische Fakultät der Universität Halle verlieh ihm 1894 die Ehrendoktorwürde (als Dr. med. h. c.). Außerdem wurde er vom Königreich Bayern als Ritter II. Klasse des Verdienstordens vom Heiligen Michael und 1911 mit dem Ehrentitel Geheimer Hofrat ausgezeichnet.

## Schriften (Auswahl)
- Die chemischen Unterschiede zwischen Kuh- und Frauenmilch und die Mittel zu ihrer Ausgleichung. München / Zürich 1883.
- Über Kindermilch und Säuglings-Ernährung. München 1886.
- Über Margarine. Bericht an das General-Comité des landwirthschaftlichen Vereins in Bayern. München 1895.
- Aufklärung über die „Propaganda“-Gelder des Kalisyndikats und mein Ausschluss aus dem Düngerausschusse der Deutschen Landwirtschafts-Gesellschaft. München 1910.